# Explosion in der Metro Madrid
Bei der Explosion in der Metro Madrid am 10. Januar 1938 explodierte eine große Menge Munition, die in einem U-Bahn-Tunnel der Metro Madrid eingelagert war. Mindestens 96 Menschen starben.
Im Spanischen Bürgerkrieg wurde die Hauptstadt Madrid von den Republikanern gehalten und von den Faschisten belagert. Die Metro Madrid fuhr in dieser Zeit weiter, allerdings wurde die damalige kurze Zweigstrecke der Linie 2 zwischen Goya und Diego de León, heute Teil der Linie 4, stillgelegt, als Arsenal genutzt und hier Munition eingelagert. Aus unbekannter Ursache explodierte diese.
An die 100 Menschen sollen gestorben sein, die Zahl der Verletzten lag wohl weit darüber. Mehrere Züge der U-Bahn wurden durch die Druckwelle beschädigt. Aufgrund der strikt geübten Zensur wurden die Einzelheiten des Unfalls verschleiert. Der Betrieb der U-Bahn in den nicht betroffenen Teilen des Systems lief weiter.